# هیجینوس
پاپ هیجینوس (به انگلیسی: Pope Hyginus) یکی از پاپ‌های کلیسای کاتولیک رم بود که در یونان به دنیا آمد و بین سال‌های ۱۳۸ تا ۱۴۲ میلادی پاپ بود.